# 卓志强
卓志强（1962年10月—），男，汉族，广东五华人，中华人民共和国政治人物。华南理工大学工商管理专业毕业，研究生学历，工商管理硕士（MBA）。曾任广东省民政厅厅长、党组书记。

## 生平
1982年7月参加工作，1985年12月加入中国共产党。早年曾在陆丰县、惠阳地区、汕尾市任职。1997年7月，任中共陆河县委副书记、政法委书记(正处级)。2001年11月，任中共陆河县委副书记，副县长、代理县长（2002年2月转正）。2003年2月，任中共海丰县委书记，5月起兼任海丰县人大常委会主任、县人武部党委第一书记。2004年6月，任中共汕尾市委常委、秘书长，海丰县委书记、县人大常委会主任。2004年8月，任中共汕尾市委常委、秘书长、办公室主任。2008年12月，任中共汕尾市委副书记、秘书长。2011年11月，任中共云浮市委副书记、副市长、代理市长（2012年1月转正）、市政府党组书记。2013年，担任第十二届全国人民代表大会广东地区代表。2016年3月，任广东省民政厅党组书记。2016年5月，任广东省民政厅厅长。

## 涉貪落馬
2024年，因為嚴重違紀接受中共紀檢部門調查，其后于2024年11月29日被中共以卓志強喪失理想信念，背棄初心使命，無視中央八項規定精神，違規收受禮金，違規接受旅遊活動安排，長期借用管理服務對象車輛；違背組織原則，在幹部選拔任用工作中為他人謀利並收受財物；官商勾連，大搞權錢交易，利用職務便利為他人在工程承攬、行政審批、職務晉升等方面謀利，並非法收受巨額財物等開除黨籍丶取消退休待遇並移送檢察機關

## 事件
在其省民政厅厅长任内，2017年初发生了广东省韶关市新丰县练溪托养中心虐待被托养人员案：2017年1月1日到2月18日，短短49天内该中心20名被托养人员死亡。这一数字不包括之前数年的死亡人数，例如2016年10月19日，15岁的自闭症少年雷文锋走失后，被辗转送到这里，同年12月3日死亡。新丰县人民医院确定死因为伤寒。托养中心内环境污秽、臭气扑鼻，各种传染病肆虐；一些被托养人员瘦成了皮包骨头、形容枯槁、脚底浮肿，甚至有受托养的孩子被用绳子绑起来。同年2月，广东省委省政府迅速成立省市联合调查组进驻该中心展开调查。截止2018年12月，共计20人被追刑责，107名公职人员被问责，包括时任中共新丰县委书记陈景辉、时任广东省民政厅厅长刘洪、时任中共韶关市委书记、市人民政府市长郑振涛、时任广东省政府分管民政工作的副省长邓海光。卓志强因2016年5月才担任省民政厅长而未受影响。